# غزو بلخ (1447)
مع وفاة شاهرخ بن تيمورلنك في 1447 بدأت فترة طويلة من تعاقب أزمة الخلافة التيمورية الثانية. كان وريثه الوحيد على قيد الحياة هو ابنه ألغ بك الذي كان في ذلك الوقت نائب الملك في آسيا الوسطى في سمرقند. كوهرشاد بيكم وعبد اللطيف بن ألغ بك كانوا مع شاهرخ عندما توفي في طريقه إلى خراسان من إيران. عبد اللطيف أصبح قائد جيش جده بالتزامن مع والده ألغ بك وبدءا عمليات ضد أبناء عمومته. بمجرد أن سمع ألغ بك خبر وفاة والده، حشد قواته ووصل إلى أمو داريا من أجل أخذ بلخ من أبناء أخيه. كانت بلخ لشقيق ألغ بك ميرزا محمد جوكي الذي توفي في 1444. بلخ كان مقسمة بين أبنائه ميرزا محمد قاسم وميرزا أبو بكر. ولكن ميرزا أبو بكر أخذ ممتلكات أخيه الأكبر سنا عندما توفي شاهرخ. استدعى ألغ بك أبو بكر إلى القصر ووعده بالزواج من ابنته. لكن عندما ذهب له أدانه بالتآمر ضده وسجنه في كوك سراي في سمرقند حيث أعدم لاحقا. ثم سار ألغ بك على بلخ وأخذ تلك المقاطعة دون معارضة.

## ما بعد الغزو
أخذ بلخ كان إشارة واضحة للجميع أن ألغ بك لا يعترف بحقوق أي من أبناء أخيه. مع ذلك العمليات القادمة ستكون صعبة حيث أبناء أخيه الآخر كانوا محاربين أشداء وأبناء شقيقه الزائع الصيت و المتوفى بايسنقر ميرزا. كانوا علاء الدولة ميرزا المتمركز في هراة وأبو القاسم بابر ميرزا الذي كان في ذلك الوقت في جيش شاهرخ عندما مات وعندما تولى عبد اللطيف منصب القائد وكرد فعل نهب بابر ميرزا أردو بازار (سوق المعسكر) مع خليل سلطان واندفاع ناحية هراة ليكون تحت حماية أخيه؛ وأخيرا سلطان محمد ميرزا الذي كان في لرستان في الخفاء بعد فشل ثورته ضد شاهرخ ولكن منذ ذلك الحين عاد إلى فارس.

## وصلات خارجية
- "خراسان / خوارزم (بلاد ما وراء النهر / صغديا / صغديانا)", ملفات التاريخ, المملكة المتحدة